# Chatham Cup 2024
La Chatham Cup 2024 è stata la 96ª edizione della coppa nazionale neozelandese di calcio. La competizione è iniziata il 25 aprile 2024 ed è terminata il 7 settembre con la finale.
Il Christchurch United è la squadra campione in carica. La coppa è stata vinta dal Wellington Olympic, al suo secondo successo nella competizione.

## Turno preliminare
Il sorteggio per il turno preliminare si è tenuto il 12 aprile 2024, con le gare che si sono giocate nel fine settimana dell'ANZAC Day.

### Nord
| Squadra 1           | Risultato | Squadra 2              |
| ------------------- | --------- | ---------------------- |
| 25 aprile 2024      |           |                        |
| AFC Bohemian Celtic | 2 - 1     | West Hamilton United   |
| Northern United     | 2 - 1     | Mount Wellington       |
| Pukekohe            | 1 - 2     | Matamata Swifts        |
| Otorohanga          | 4 - 0     | Colo Boys              |
| Mangere United      | 1 - 3     | South Auckland Rangers |
| 27 aprile 2024      |           |                        |
| Tikipunga           | 1 - 10    | Papatoetoe             |
| 28 aprile 2024      |           |                        |
| Sperm Whales        | 1 - 3     | University of Auckland |

### Centro
| Squadra 1           | Risultato | Squadra 2                |
| ------------------- | --------- | ------------------------ |
| 27 aprile 2024      |           |                          |
| N. Plymouth Rangers | 1 - 3     | Havelock North Wanderers |
| Whanganui Athletic  | 0 - 2     | Palmerston North United  |

### Capitale
| Squadra 1           | Risultato       | Squadra 2                |
| ------------------- | --------------- | ------------------------ |
| 25 aprile 2024      |                 |                          |
| Upper Hutt City     | 7 - 0           | Lower Hutt City          |
| Paekakariki         | 1 - 0           | Wainuiomata              |
| Greytown            | 3 - 2           | Naenae                   |
| Victoria University | 2 - 1           | Douglas Villa            |
| Wellington Marist   | 1 - 2           | Seatoun                  |
| Te Kotahitanga      | 3 - 3 (2-3 dtr) | Tawa                     |
| Wellington Utd      | 1 - 3           | Brooklyn Northern United |
| Stokes Valley       | 8 - 0           | Carterton                |

### Nelson/Marlborough Bays
| Squadra 1      | Risultato | Squadra 2         |
| -------------- | --------- | ----------------- |
| 27 aprile 2024 |           |                   |
| Mapua Rangers  | 0 - 2     | Richmond Athletic |
| FC Nelson      | 9 - 0     | Motueka           |

### Canterbury
| Squadra 1                | Risultato   | Squadra 2         |
| ------------------------ | ----------- | ----------------- |
| 27 aprile 2024           |             |                   |
| Western                  | 2 - 1       | St Albans Shirley |
| Parklands United         | 3 - 5 (dts) | Burwood           |
| 28 aprile 2024           |             |                   |
| Waimakariri United       | 13 - 0      | Oxford            |
| Christchurch High School | 0 - 2       | Halswell United   |

## Primo turno
Il sorteggio per il primo turno si è tenuto il 30 aprile 2024.

### Nord
| Squadra 1               | Risultato   | Squadra 2              |
| ----------------------- | ----------- | ---------------------- |
| 10 maggio 2024          |             |                        |
| Metro                   | 4 - 1       | Oratia United          |
| 11 maggio 2024          |             |                        |
| Te Awamutu              | 1 - 2       | Waikato Unicol         |
| Ngaruawahia United      | 5 - 2       | University of Auckland |
| Beachlands Maraetai     | 2 - 1 (dts) | West Auckland          |
| Hibiscus Coast          | 6 - 0       | Waiuku                 |
| Papatoetoe              | 1 - 2       | Northern United        |
| Claudelands Rovers      | 2 - 4       | Bucklands Beach        |
| Waiheke Utd             | 2 - 0       | Te Atatu               |
| Papakura City           | 5 - 8 (dts) | Cambridge              |
| Taupo                   | 3 - 1       | Franklin United        |
| Central Utd             | 3 - 1       | Northland              |
| Albany United           | 2 - 4       | South Auckland Rangers |
| Onehunga Mangere United | 6 - 0       | Matamata Swifts        |
| Ngongotaha              | 1 - 5       | Manukau United         |
| North Shore Utd         | 3 - 1       | Takapuna               |
| Otumoetai               | 3 - 2       | Te Puke United         |
| Ellerslie               | 3 - 1       | Otorohanga             |
| Papamoa                 | 1 - 5       | Fencibles United       |
| Waitemata               | 3 - 0       | Bohemian Celtic        |
| 12 maggio 2024          |             |                        |
| Northern Rovers         | 2 - 0       | Mount Albert-Ponsonby  |

### Centro
| Squadra 1                | Risultato | Squadra 2                |
| ------------------------ | --------- | ------------------------ |
| 11 maggio 2024           |           |                          |
| Palmerston North Marist  | 3 - 0     | Havelock North Wanderers |
| Palmerston North United  | 6 - 0     | Peringa United           |
| Paekakariki              | 0 - 4     | Victoria University      |
| Brooklyn Northern United | 0 - 9     | Upper Hutt City          |
| Stokes Valley            | 2 - 6     | Seatoun                  |
| Tawa                     | 5 - 2     | Greytown                 |

### Nelson/Marlborough Bays
| Squadra 1      | Risultato   | Squadra 2         |
| -------------- | ----------- | ----------------- |
| 11 maggio 2024 |             |                   |
| Nelson Suburbs | 5 - 0       | Richmond Athletic |
| Tahuna         | 2 - 3 (dts) | FC Nelson         |

### Canterbury
| Squadra 1           | Risultato   | Squadra 2       |
| ------------------- | ----------- | --------------- |
| 10 maggio 2024      |             |                 |
| Christchurch United | 5 - 2       | Western         |
| 11 maggio 2024      |             |                 |
| Waimakariri United  | 0 - 1 (dts) | UC Football     |
| Nomads United       | 4 - 0       | Halswell United |
| Cashmere Technical  | 11 - 0      | Burwood         |
| Selwyn United       | 0 - 3       | Ferrymead Bays  |
| 12 maggio 2024      |             |                 |
| Coastal Spirit      | 3 - 0       | Twenty 11       |

### Sud
| Squadra 1       | Risultato   | Squadra 2        |
| --------------- | ----------- | ---------------- |
| 11 maggio 2024  |             |                  |
| Geraldine       | 1 - 3 (dts) | Otago University |
| Green Island    | 1 - 0       | Queens Park      |
| Wanaka          | 4 - 1       | West End         |
| Northern Hearts | 5 - 1       | Grants Braes     |
| Roslyn Wakari   | 4 - 1       | Queenstown       |
| Thistle         | 0 - 15      | Mosgiel          |
| Northern        | 12 - 0      | Waihopai         |

## Secondo turno
Il sorteggio per il secondo turno si è tenuto il 14 maggio 2024.

### Nord
| Squadra 1              | Risultato | Squadra 2               |
| ---------------------- | --------- | ----------------------- |
| 30 maggio 2024         |           |                         |
| Birkenhead Utd         | 4 - 1     | West Coast Rangers      |
| 31 maggio 2024         |           |                         |
| Northern United        | 2 - 4     | Cambridge               |
| 1 giugno 2024          |           |                         |
| Waikato Unicol         | 0 - 1     | Ellerslie               |
| East Coast Bays        | 1 - 2     | Eastern Suburbs         |
| Otumoetai              | 0 - 4     | Onehunga Mangere United |
| Auckland City          | 5 - 0     | Metro                   |
| Waiheke Utd            | 0 - 3     | Manurewa                |
| North Shore Utd        | 2 - 3     | Melville United         |
| Taupo                  | 3 - 2     | Waitemata               |
| Bucklands Beach        | 2 - 3     | Hibiscus Coast          |
| Fencibles United       | 1 - 3     | Tauranga City           |
| Western Springs        | 7 - 0     | Northern Rovers         |
| Bay Olimpic            | 1 - 0     | Manukau United          |
| 2 giugno 2024          |           |                         |
| South Auckland Rangers | 1 - 6     | Hamilton Wanderers      |
| 3 giugno 2024          |           |                         |
| Central Utd            | 5 - 0     | Beachlands Maraetai     |
| Auckland United        | 4 - 1     | Ngaruawahia United      |

### Centro
| Squadra 1               | Risultato       | Squadra 2               |
| ----------------------- | --------------- | ----------------------- |
| 31 maggio 2024          |                 |                         |
| Wellington Olympic      | 4 - 0           | Seatoun                 |
| 1 giugno 2024           |                 |                         |
| Island Bay Utd          | 1 - 2           | Petone                  |
| Western Suburbs         | 6 - 0           | Victoria University     |
| Upper Hutt City         | 1 - 2           | Waterside               |
| Miramar Rangers         | 6 - 0           | Tawa                    |
| 2 giugno 2024           |                 |                         |
| Napier City Rovers      | 10 - 0          | Palmerston North Marist |
| 3 giugno 2024           |                 |                         |
| Wellington Phoenix Res. | 1 - 4           | North Wellington        |
| Palmerston North United | 1 - 1 (4-5 dtr) | Stop Out                |

### Nelson/Marlborough Bays
| Squadra 1      | Risultato | Squadra 2 |
| -------------- | --------- | --------- |
| 2 giugno 2024  |           |           |
| Nelson Suburbs | 1 - 2     | FC Nelson |

### Canterbury
| Squadra 1      | Risultato | Squadra 2          |
| -------------- | --------- | ------------------ |
| 31 maggio 2024 |           |                    |
| Ferrymead Bays | 2 - 1     | UC Football        |
| 1 giugno 2024  |           |                    |
| Nomads United  | 3 - 2     | Christchurch       |
| Coastal Spirit | 3 - 1     | Cashmere Tecnhical |

### Sud
| Squadra 1       | Risultato   | Squadra 2        |
| --------------- | ----------- | ---------------- |
| 1 giugno 2024   |             |                  |
| Green Island    | 0 - 1       | Otago University |
| Dunedin City    | 4 - 1       | Wanaka           |
| Northern Hearts | 1 - 6       | Roslyn Wakari    |
| Northern        | 5 - 4 (dts) | Mosgiel          |

## Terzo turno

### Nord
| Squadra 1       | Risultato   | Squadra 2               |
| --------------- | ----------- | ----------------------- |
| 14 giugno 2024  |             |                         |
| Auckland United | 1 - 2 (dts) | Manurewa                |
| 15 giugno 2024  |             |                         |
| Central Utd     | 0 - 4       | Birkenhead Utd          |
| Melville United | 3 - 1       | Tauranga City           |
| Hibiscus Coast  | 4 - 0       | Taupo                   |
| Ellerslie       | 1 - 3       | Onehunga Mangere United |
| Western Springs | 3 - 2 (dts) | Eastern Suburbs         |
| Bay Olympic     | 1 - 2       | Cambridge               |
| 16 giugno 2024  |             |                         |
| Auckland City   | 2 - 1       | Hamilton Wanderers      |

### Centro
| Squadra 1          | Risultato       | Squadra 2        |
| ------------------ | --------------- | ---------------- |
| 15 giugno 2024     |                 |                  |
| Wellington Olympic | 5 - 0           | Western Suburbs  |
| Waterside          | 0 - 1           | Miramar Rangers  |
| Petone             | 3 - 3 (2-4 dtr) | Stop Out         |
| 16 giugno 2024     |                 |                  |
| Napier City Rovers | 2 - 1           | North Wellington |

### Sud
| Squadra 1      | Risultato | Squadra 2        |
| -------------- | --------- | ---------------- |
| 15 giugno 2024 |           |                  |
| Dunedin City   | 6 - 0     | Roslyn Wakari    |
| Northern       | 1 - 2     | Otago University |
| 16 giugno 2024 |           |                  |
| FC Nelson      | 1 - 3     | Ferrymead Bays   |
| Coastal Spirit | 1 - 0     | Nomads United    |

## Quarto turno

### Nord
| Squadra 1       | Risultato       | Squadra 2               |
| --------------- | --------------- | ----------------------- |
| 6 luglio 2024   |                 |                         |
| Cambridge       | 1 - 4           | Auckland City           |
| Melville United | 0 - 1           | Hibiscus Coast          |
| Manurewa        | 3 - 2 (dts)     | Onehunga Mangere United |
| Western Springs | 3 - 3 (5-6 dtr) | Birkenhead Utd          |

### Centro
| Squadra 1          | Risultato | Squadra 2       |
| ------------------ | --------- | --------------- |
| 6 luglio 2024      |           |                 |
| Wellington Olympic | 8 - 0     | Stop Out        |
| 7 luglio 2024      |           |                 |
| Napier City Rovers | 2 - 1     | Miramar Rangers |

### Sud
| Squadra 1        | Risultato   | Squadra 2      |
| ---------------- | ----------- | -------------- |
| 5 luglio 2024    |             |                |
| Ferrymead Bays   | 3 - 5 (dts) | Coastal Spirit |
| 7 luglio 2024    |             |                |
| Otago University | 3 - 2       | Dunedin City   |

## Quarti di finale
| Squadra 1          | Risultato       | Squadra 2      |
| ------------------ | --------------- | -------------- |
| 27 luglio 2024     |                 |                |
| Hibiscus Coast     | 3 - 3 (5-6 dtr) | Coastal Spirit |
| Wellington Olympic | 4 - 0           | Manurewa       |
| Otago University   | 1 - 5           | Auckland City  |
| 28 luglio 2024     |                 |                |
| Napier City Rovers | 1 - 2           | Birkenhead Utd |

## Semifinali
| Squadra 1      | Risultato   | Squadra 2          |
| -------------- | ----------- | ------------------ |
| 18 agosto 2024 |             |                    |
| Coastal Spirit | 1 - 5       | Wellington Olympic |
| Auckland City  | 4 - 2 (dts) | Birkenhead Utd     |

## Finale
| Arbitro: | Luke Gardner |

|                              |                      |                               |
| Lobo 77’ (aut.)              | Marcatori            | 90+6’ Ukich                   |
| Mata Gulley Prins Hoy Watson | Tiri di rigore 5 – 4 | Heljer Ukich Ilich Tieku Zhou |